# Daćbogi (województwo wielkopolskie)
Daćbogi (niem. do 1918 r. Halbmond) – kolonia w Polsce położona w województwie wielkopolskim, w powiecie leszczyńskim, w gminie Włoszakowice. Kolonia wchodzi w skład sołectwa Zbarzewo. Daćbogi leżą na południowym skraju Przemęckiego Parku Krajobrazowego i przy granicy województw wielkopolskiego i lubuskiego.
W 1921 roku stacjonowała tu placówka 17 batalionu celnego. W latach 1975–1998 miejscowość administracyjnie należała do województwa leszczyńskiego.